# DJ Eltron

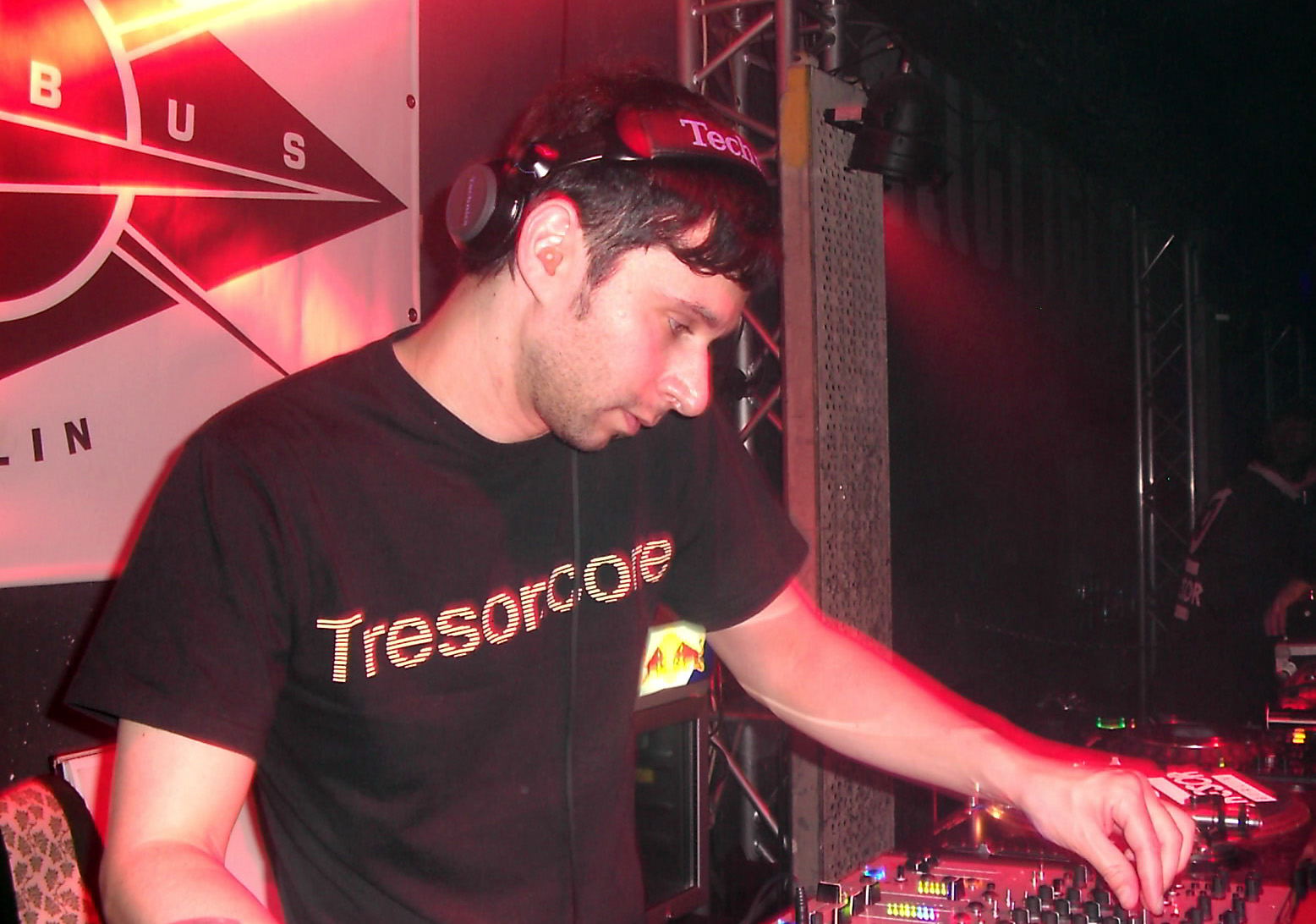
Eltron at Tresor (Club) Berlin (2009)

Eltron (* 1980 in der DDR) ist ein DJ und Produzent für elektronische Musik (House, Techno und Electro-House).

## Leben
Sein bürgerlicher Name ist Jan Haufe, geboren 1980 in Sachsen.
Begonnen hat Eltron 1994 als DJ in der Feuerwache in Kamenz bei Dresden. Im Jahre 2000 zog er nach Berlin. Es folgten internationale Gigs und erste Produktionen auf dem Label „Festplatten“ der Gebrüder Teichmann.
Seit Anfang 2009 spielt Eltron regelmäßig einmal im Monat im weltbekannten Tresor (Club) Berlin. Im November desselben Jahres feierte er sein 15-jähriges DJ-Jubiläum. In diesem Rahmen gibt es 2010 seine Tour „15 Years Eltron“ durch nationale und internationale Clubs.
Gespielt hat Eltron außerhalb von Deutschland bereits in Singapur, San Francisco, Moskau, Wien, Rotterdam, Tel Aviv, Ibiza u. a. zusammen mit Künstlern wie Blake Baxter, Sono, Funkstörung (Band), Toktok, Guy Gerber, Matthias Tanzmann, Dr. Motte, Pascal FEOS, Gabor Schablitzki / Wighnomy Brothers.
- Festivals u. a. SonneMondSterne-Festival 2009, Festival (030) Magazin Berlin 2007
- Radio u. a. Radio Fritz 2002 mit Interview und 2007–2010 mit mehreren eigenen Tracks in der Playlist
- Fernsehen: Just Music TV, 2008 Video-Rotation des Titels „Good to know“

## Diskografie
2010
- ZYX Music Compilation “gastHOUSE”: Eltron + Hermann – Cooperation
- Smacs & Patrick Kong: A lot off_ELTRON-Remix (VIM Rec. / Griechenland)

2009
- Elektro-Gönner Compilation (Wien): Eltron + R. Christoph, feat. Jake – Good to know

2008
- Eltron + Ronald Christoph, feat. Jake The Rapper: Good to know (Lebensfreude Rec. 028)
- Eltron + Ronald Christoph: Ihre Sprache @ Blackfox Music-Compilation (BFM005)
- Berlin-Sampler: Eltron – Track B

2007
- Cristian Paduraru (DJ Friendly Rec.): Shall we dance_ELTRON-Remix
- Electric Indigo’s “Urban Art Forms Festival”-Mix CD: Eltron – Track A
- Eltron – Itsmy Muse EP (Festplatten 36)
- Eltron – Track EP (Rundlauf-Musik 003)

2006
- Summer Spirit Sampler: Eltron – Muse
- Eltron – Wirefall EP (Festplatten 32)
- XQP-21 album „Alive“ (Trisol Music Group): Rockin´ Silver Knight_Eltron-Remix